# Vajgač
Vajgač (rusky Вайгач) je ostrov v Severním ledovém oceánu. Leží mezi Pečorským mořem a Karským mořem. Od ruské pevniny na jihu je oddělen průlivem Jugorskij Šar a na severu jej odděluje od Jižního ostrova průliv Karská vrata. Ostrov je součástí Něneckého autonomního okruhu.

## Historie
Na ostrově existuje několik svatyní, které naznačují, že již v době kamenné zde žili předkové Samojedů, pro které ostrov byl posvátnou zemí.
Ve starověku byl Vajgač lovištěm Pomorů, kteří u jeho břehů rybařili a na souši lovili ptáky, polární lišky, mrože, tuleně a lední medvědy.
Novgorodští obchodníci objevili Vajgač na začátku 10. století, když viděli ostrov z pevniny přes úzkou úžinu Jugorský šar. Od té doby byl ostrov využíván k rybolovu. Ze Západoevropských národů ostrov společně s Novou zemí objevila v létě roku 1553 anglická expedice vedená Hughem Willoughbym. Willougby považoval Vajgač a Novou zemi za jeden velký poloostrov.
V roce 1828 jeden z pravoslavných kněží vyslaných na ostrov šířit křesťanství spálil velké množství tzv. Vajgačských idolů a pohanských chrámů. Na konci 19. století začali Něnci pronikat na ostrov i se svými rodinami. Žili na ostrově během letního rybářského období a na podzim se vraceli na pevninu. Pravoslavní kněží pokračovali v ničení pohanských chrámů a idolů, na Bolvanském mysu byl postaven velký dřevěný kříž a o několik let později kaple sv. Mikuláše. Na břehu Jugorského šaru byl postaven dřevěný kostelík.
Na začátku 20. století žily v zátoce Dolgaja, která proniká do vnitrozemí ostrova v délce téměř osm kilometrů, dvě ruské rodiny, které mezi ostrovem a pevninou zajišťovaly obchod s kožešinami. Ve 20. letech 20. století byly zničeny všechny křesťanské stavby postavené na ostrově.
Dne 13. července 1930 byl na ostrově zřícen pracovní tábor (tzv. gulag). Političtí vězni se věnovali průzkumu ložisek a těžbě polymetalických rud na ostrově. Jednalo se o průzkum ložiska a následně těžba cínu a zinku na nalezišti Razdělnoje u mysu Razdělnyj na jihu ostrova. Dále se v zátoce Dyrovataja na severu ostrova prováděl průzkum žil měděné rudy. Podle pamětníků byli mrtví vězni pohřbíváni pod ledem zamrzlé zátoky. Práce probíhala po celý rok i během arktické zimy ve třech směnách. Tábor byl zrušen 20. srpna 1936.
V roce 1950 byla na ostrově u mysu Bolvansky nos otevřena meteorologická polární stanice MG-2 pojmenovaná po E. K. Fedorovovi. V červnu 2023 začalo rozšiřování hydrometeorologické stanice o nové servisní a obytné budovy.

## Přírodní poměry
Vajgač měří 3 383 km². Je zhruba 100 km dlouhý a až 45 km široký. Průměrné teploty se v únoru pohybují okolo −20 °C, v červnu dosahují 5 °C. Nejvyšší bod dosahuje 170 metrů nad mořem.
Vajgač je tvořen jílovými břidlicemi, pískovci a vápenci, vápence na ostrově převládají. Nízké skalnaté hřbítky se táhnou v délce ostrova, pobřeží místy ukončují nízké útesy. Skály jsou zbrázděny rýhami, zřejmě od kamenů uvězněných v mořském ledu. Vajgač má hustou říční síť s vodními toky v délce 20 až 40 km, četné jsou bažiny a malá jezera. Krajinu pokrývá tundra. Na ostrově leží osady Vajgač, Dolgaja Guba a Varnjek.

### Fauna a flóra
Na ostrově nerostou stromy. Místy se vyskytují jen vrby bylinné (Salix herbacea). Četné jsou trávy, mechy a arktické kvetoucí rostliny. Na ostrově žijí lišky polární a lumíci. Zatímco savců není na ostrově mnoho, ptáci se vyskytují ve velkém množství. Žijí zde různé druhy kachen, brodivých a jiných vodních ptáků, kteří pravidelně zalétají do mokřin a na jezera.

### Ochrana přírody
V roce 2007 Světový fond na ochranu přírody a vláda Ruské federace schválily vznik přírodní rezervace na ostrově. Okolí ostrova je domovem mnoha mořských savců, jako jsou mroži, tuleni a některé ohrožené druhy velryb.

## Etnografie

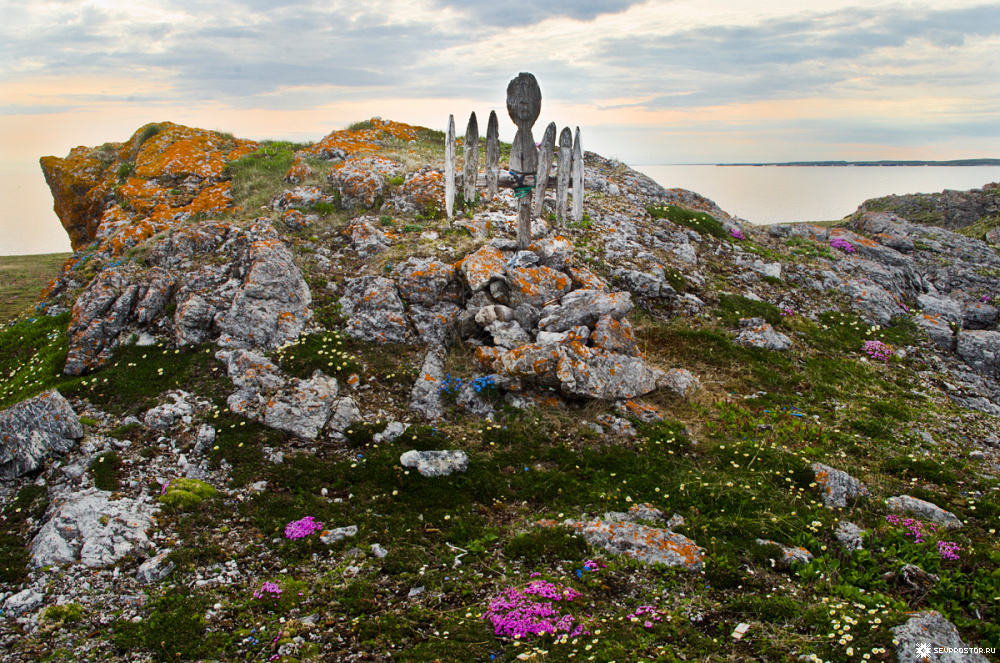
Vajgač

Název ostrova pochází z něneckého výrazu pro „naplavený břeh“, podle jiné verze je to od starého pomorského slova vajgač, které znamená naplavený. Domorodí Něnci ostrov nazývali Vaj-haps tedy Země strašné smrti. Až do 19. století byl ostrov posvátným místem Něnců. Na Djakovově mysu se nachází svatyně nejvyššího něneckého boha. Byly zde uctívány různé dřevěné a kamenné modly pomalované krví posvátných zvířat – především sobů. Jejich obětní hranice byly vyskládány z naplaveného dřeva, paroží vysoké, lebek medvědů a vysoké. I pro pokřesťanštěné Něnce jsou obětní hranice stále opředeny pověrami.

## Obyvatelstvo
Jedinou osadou na ostrově je malá vesnička Varnek, která se nachází v jižní části ostrova a je pojmenovaná po ruském polárníkovi a hydrografu A.I. Varnekovi. V roce 2020 byl celkový počet obyvatel Varneku asi 100 lidí. Téměř všichni obyvatelé jsou Něnci a převládají zde dva rodinné klany - Vylka a Valej. Všichni Něnci s příjmením Vylka se považují za potomky a nebo blízké příbuzné Fomy Vylky, prvního známého obyvatele Nové Země.
Většina současných obyvatel Vajgače pochází z Nové Země, odkud byly jejich předkové vystěhováni sovětskou vládou kvůli jaderným testům.